# Christo Kabaktschiew

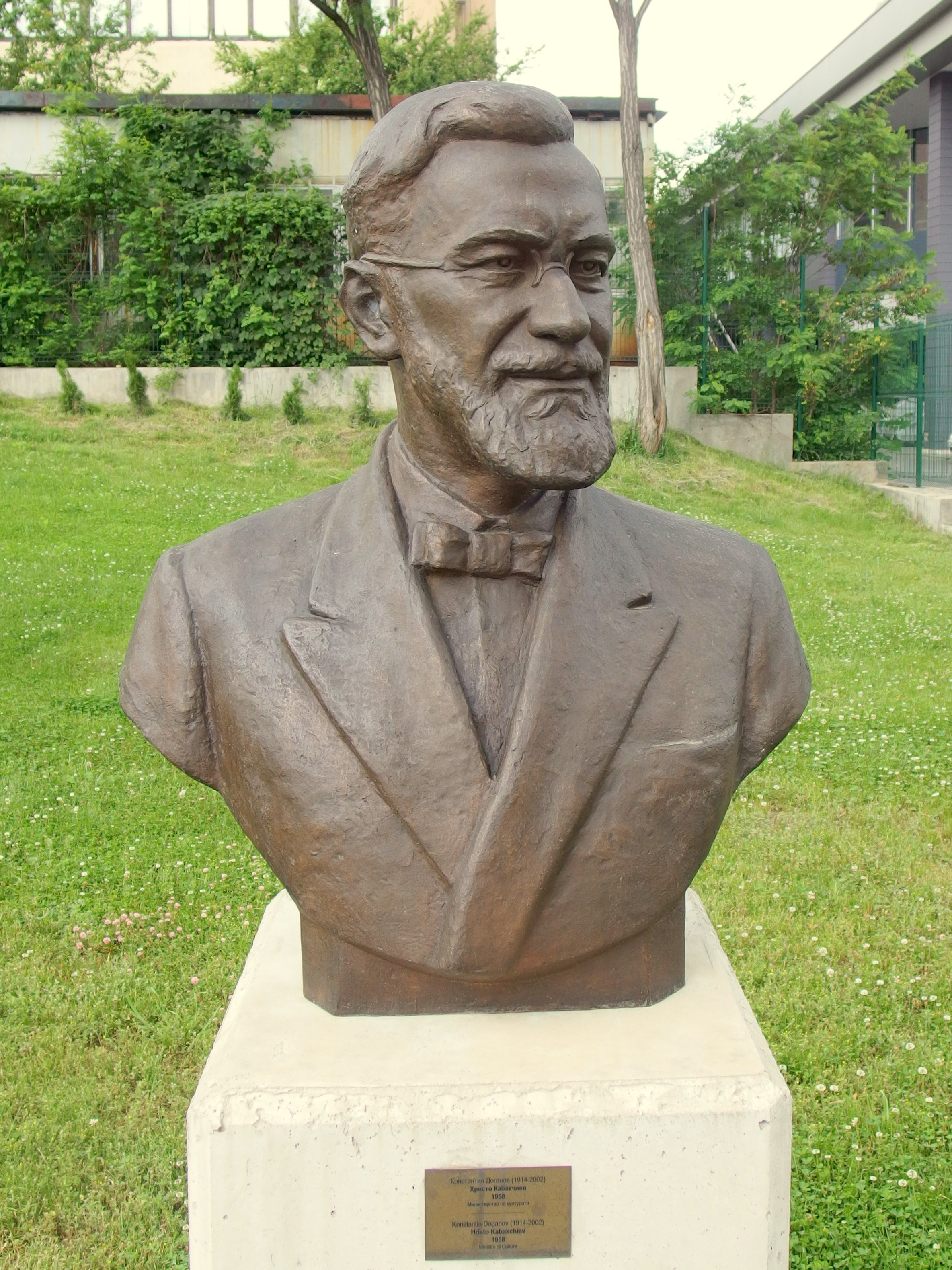
Büste Christo Kabaktschiews in Sofia

Christo Stefanow Kabaktschiew (bulgarisch Христо Стефанов Кабакчиев, * 2. Januar 1878 in Galatz, Rumänien; † 6. Oktober 1940 in Moskau) war ein bulgarischer Politiker und Historiker.

## Leben
1897 trat er der Bulgarischen Sozialdemokratischen Arbeiterpartei bei. Er studierte Medizin in Paris und dann Rechtswissenschaften in Genf. Ab 1904 war er als Rechtsanwalt in Sofia tätig. Von 1905 bis 1928 gehörte er dem Zentralkomitee seiner Partei an. 1910 übernahm er die Tätigkeit als Chefredakteur der Parteizeitung Rabotnitscheski Westnik, die er bis 1923 ausübte. Ab 1923 war er Sekretär der Bulgarischen Kommunistischen Partei. Am Vorabend des Septemberaufstandes 1923 wurde er verhaftet. Kabaktschiew wurde zu zwölfeinhalb Jahren Haft verurteilt, jedoch bald amnestiert. 1927 ging er in die Sowjetunion und arbeitete bei der bulgarischen Vertretung der Komintern. Er unterrichtete an der Internationalen Lenin-Schule und der Kommunistischen Akademie. Ab 1928 war er am Marx-Engels-Lenin-Institut sowie am Institut für Geschichte der Akademie der Wissenschaften der UdSSR tätig.

## Werke
- Die Gründung der Kommunistischen Partei Italiens, 1921
- Die Entstehung und Entwicklung der Komintern, 1929